# Tavolara
Tavolara ist eine der Nordost-Küste Sardiniens vorgelagerte Insel mit steil abfallenden Klippen und der flachen Landzunge Spalmatore di Terra im Westen. Die Hauptinsel des Tavolara-Archipels ist etwa sechs Kilometer lang und einen Kilometer breit und gehört zum Gemeindegebiet der Stadt Olbia.

## Geschichte
Die ersten Bewohner auf der der Küste etwa fünf Kilometer vorgelagerten Insel waren steinzeitliche Fischer um etwa 4000 v. Chr. Funde 3000 Jahre alter Keramik aus der frühen Eisenzeit belegen Kontakte zwischen Angehörigen der Villanovakultur in Etrurien (heute Toskana und Latium) und Nuragern von Sardinien; die Funde wurden auf der flachen Landzunge von Tavolara gemacht.
Anfang des 19. Jahrhunderts kam der Korse Giuseppe Bertoleoni mit seiner Familie nach Sardinien und ließ sich auf der unbewohnten Insel Tavolara nieder. Als 1836 der König Carlo Alberto von Sardinien auf der Tavolara an Land ging, kam ihm Giuseppes Sohn Paolo entgegen und verkündete: „Der König von Tavolara begrüßt den König von Sardinien und wünscht ihm einen angenehmen Aufenthalt in seinem Reich.“ Carlo Alberto fand den Scherz amüsant und schenkte ihm die Insel. Diese Schenkung ließ sich Bertoleoni schriftlich bestätigen. Das kleinste Königreich Europas war geboren. Die Nachfahren nannten sich darauf Karl I., Paul I. usw.

1962 endete die Unabhängigkeit der Insel.
Heute arbeiten die Nachfahren des „König Paolo“ als Gastwirte und Schiffsführer.
Auf der Insel Tavolara liegt seit 1962 ein die halbe Insel umfassendes militärisches Sperrgebiet der NATO, auf welchem ein Fernmelde- und Abhörzentrum mit Längstwellensender betrieben wird.
Heute leben auf der Insel 15 bis 20 Menschen, die alle zur Familie Bertoleoni gehören. Der kleine Inselfriedhof, auf dem man die Gräber der Könige und ihrer Familie findet, liegt etwa in der Mitte der flachen Landzunge.

## Geologie
Die Insel Tavolara besteht aus weißem Dolomit-Kalkgestein aus dem Mesozoikum auf einem Granitsockel und die höchste Erhebung der Insel ist der Punta Cannone mit 564 Metern.

## Geografie
Der Meerespark Tavolara Capo Coda Cavallo liegt bei Olbia in der Provinz Gallura und besteht aus drei Inseln:
1. Tavolara
2. Molara
3. Molarotto (nur ca. 20.000 m² groß)

### Naturschutz

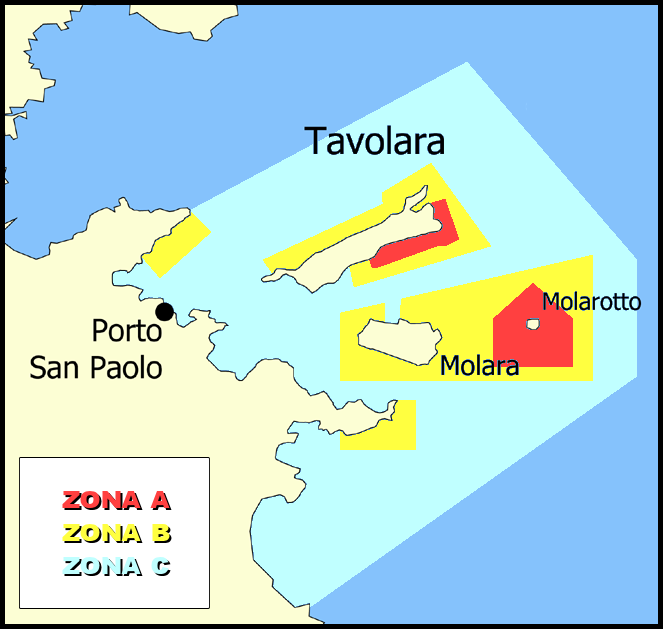
Schutzzonen im Meerespark Capo Coda Cavallo

Dieser Bereich mit einer Fläche von 15.000 Hektar wurde 1997 unter Naturschutz gestellt und in die Schutzzonen A, B und C unterteilt:
Zone A – Baden verboten; Betreten nur für wissenschaftliche Tätigkeiten
Zone B – Tauchen und Fischerei ist nur beschränkt zugelassen
Zone C – Schutzgebiet
Die Insel Tavolara liegt etwa vier Kilometer vor der Küste. Von Porto San Paolo wird ein Schiffstransfer betrieben. Der Insel vorgelagert liegt das Tauchergebiet Secca del Papa (Untiefe des Papstes).

## Fauna
Der heute ausgestorbene Sardische Pfeifhase lebte auf Korsika und Sardinien – er wurde vermutlich letztmals 1774 auf Tavolara beobachtet. Es gibt auch wilde Ziegen, Adler und Wanderfalken auf der Insel.